# Vanja (motorgalease)
 Der er for få eller ingen kildehenvisninger i denne artikel, hvilket er et problem. Du kan hjælpe ved at angive troværdige kilder til de påstande, som fremføres i artiklen.

Vanja er en danskbygget motorgalease som har status som bevaringsværdigt skib. Den er nu en vigtig del af den danske kulturarv og danske træskibe.
Vanja har sejlet med: sild "i trætønder", sildeolie, sten, rubinholdige sten, mursten, rensdyr, rensdyrkød, byggematerialer, sand, rejer, bomuld, træ, korn, madsalt "i sække" og proviant til fiskerbåde.
Vanja har været i: Danmark, Norge, Sverige, Tyskland, Canada, Island, Irland, Færøerne og på Grønland.

## Tekniske data
- Navn: Vanja
- Kendingsbogstaver: OYBK
- Byggeår: 1951
- Værft: Holbæk Skibs- & bådebyggeri
- Skibstype: Fragtgalease
- Materiale: Fyr, bøg, eg og mahogni
- Længde: 30 Meter / 100 Fod
- Bredde: 6,75 Meter
- Lasteevne: 100 Tons
- Fremdrift: Motor og Sejl
- Bygget til: Ludwig Karl Henriksen - Skagen
- Ejer: 10 Forskellige - Fra 1951 til 2017
- Ejer i dag: Michael Hougesen - Fra 2017
- Skibets hjemhavn: Hobro